# 4056 Timwarner
4056 Timwarner este un asteroid din centura principală, descoperit pe 22 martie 1985 de Edward Bowell.